# 我不記得
《我不記得》（英語：I Don't Remember）是澳洲另類搖滾樂團粉狀手指的一首作品，出自專輯《在存在酒店的夢幻日子》。其在2007年7月9日透過澳洲的電台廣播站於電台首度亮相，並隨後於2007年8月4日在澳洲以單曲和數位音樂下載的形式發佈，並在同年8月13日和9月3日分別於美國和新西蘭發佈。
這首歌是由粉狀手指的主唱伯納德·範寧作詞作曲，並受樂團的貝斯手約翰·科林斯影響，其後再由樂團的結他手伊恩·豪格制定重覆樂段。此曲的主題是解決困難和停止爭吵，而不應只責備別人。
一些評論家欣賞《我不記得》的活力，對其作出正面的評價，但亦有一些評論家較為嚴謹，稱其為「廣告歌」。其音樂影片亦贏得了評論界的好評，特別是其中的戲仿部分。儘管其獲得好評，其於排行榜的表現很差，在澳大利亞唱片業協會單曲榜中，最高只達42名。

## 背景、作曲和錄音
此曲是由樂團的主唱伯納德·範寧作詞和作曲。他是在在晚上與貝斯手約翰·科林斯喝酒後的翌日寫的。此曲的完成標誌著專輯《在存在酒店的夢幻日子》錄音階段的結束。範寧一開始寫的是結他譜，但他後來又寫了給鋼琴的主要重覆樂段，其後來又被轉換成伊恩·豪格演奏、給結他的重覆樂段。使用結他演奏此曲時，均要調低一個音階。雖然演奏此曲時結他的手指擺放位置與C大調相同，但調音使得這歌的調降到Bb，並在後來轉換成Bb的相應小調——G小調。在錄音的期間，範寧建議透過用回鋼琴演奏主要的重覆樂段使其變得「溫和」，甚至也為這個想法錄了音，但這個版本並沒有出現在最終的專輯混音版當中，也沒有包含在單曲的B面之中。
《我不記得》是在《在存在酒店的夢幻日子》的前期製作時，於洛杉磯錄音的。它包括一個簡單的原聲結他重覆樂段，與好幾首之前專輯中的歌曲相似，例如禿鷹街》。在2007年1月，在該歌進行錄音時，範寧在一次訪問中說：
這是一首關於犯錯並確定它們（錯誤）是什麽，但最終的結論是，只要它們得到解決，是誰的錯並不重要
這個意思也能在歌詞中也很明顯，範寧在歌曲的第二行寫「我犯了一個我不能再犯比這更嚴重的錯」，才解釋是誰的錯並不重要（透過「我知道你需要有人被打敗」、「我知道你需要有人被責怪」這兩句）。在第二節中，範寧再次重申他因他所犯的錯而感到痛苦：「我發現我的心碎如玻璃」、「我犯了一個我不能再犯比這更嚴重的錯」。
約翰·科林斯對歌曲的看法：
我希望這首歌聽起來很刺激，而又不會像……大搖滾？不像鄉村音樂，但聽起來很有趣，因爲我認為如果以原聲樂器演奏這首歌也可以，況且這是由我們（粉狀手指）想主意。
當粉狀手指第一次向本蒙特·滕奇（其後來在專輯中演奏鋼琴）演奏這歌時，他說這令他想起水牛春田合唱團，該合唱團也是湯姆佩蒂與傷心人樂團的靈感來源，範寧則回答說：「我們比『傷心人』想得更多」，並表明在《我不記得》中所嘗試使用音樂劇風格，但他也向滕奇表達敬意，因他的樂隊能夠演奏許多不同的曲風。滕奇和粉狀手指一同演奏專輯版的這首歌。

## 音樂影片
《我不記得》的音樂影片是由50/50影業（英語：Fifty Fifty Films）製作，50/50影業此前也曾經與粉狀手指合作製作《像隻狗》、《（寶貝你已經）在我的心中》和《迷失與奔跑》的影片，以上全部都獲提名澳洲唱片業協會獎。
音樂影片開始時，有一群小孩在校車上玩耍和丟擲物件，然後有一個小男孩在iPod上選擇播放《我不記得》並合上雙眼。然後，他夢見「小手指」（戲仿「粉狀手指」）在舉行一場學校音樂會，「小手指」的主唱是「伯尼」（戲仿「伯納德·範寧」）。樂隊和觀衆都是有小學生組成的。那裏有一款名叫「史米祿」（Smilo）的朱古力牛奶（戲仿「美祿」）提供給小孩，還有一隊「Channel Z」的攝製隊，和一個名為「蘇米」的報導員（戲仿「裕米·史太恩史」，澳洲音樂站Channel V的節目主持人）。影片的最後顯示身為這是「小手指」主唱的學生所做的夢。
《我不記得》的影片的許多元素都獲得好評，尤其影片中利用了小孩。每日電訊報的凱西·麥卡貝總結了對該影片的評論，她在她的評論中建議「（也許）這樂隊一直讓小孩出現在他們的影片當中」，在影片中出現的戲仿包括：
- 「小手指」戲仿粉狀手指。
- 「蘇米」戲仿裕米·史太恩史（英语：Yumi Stynes）。

主唱伯尼和戲仿粉狀手指的「小手指」樂隊在「出來的小日子」演出，出自《我不記得》的音樂影片。

- 「Channel Z」戲仿Channel V。
- T恤上的「新聞無限」戲仿新聞有限公司（英语：News Ltd）。
- 「出來的小日子」戲仿出來的大日子（英语：Big Day Out）。
- 一個路標上寫「噓……！傑克森在睡覺」，戲仿澳洲樂隊倦睏的傑克森（英语：Sleepy Jackson）。
- 「史米祿」戲仿美祿。
- T恤上的「嗨椅」戲仿銀椅合唱團。
- T恤上的「狼媽咪」戲仿狼母。
- 一個拿著單反相機的演員的T恤上的「托尼·莫」（Tony Mop，「mop」有拖把之意）戲仿澳洲音樂會攝影師托尼·莫特（Tony Mott）。
- 小孩的糖果Wizz Fizz（英语：Wizz Fizz）和Fadds戲仿可卡因和香煙。[17]

## 反響
先驅太陽HiT記者卡梅倫·亞當（Cameron Adams）在他對《在存在酒店的夢幻日子》的評論中指《我不記得》更像是一首廣告風格的歌，與《迷失與奔跑》——該專輯中第一個發佈的單曲——相似。亞當說「《我不記得》是《迷失與奔跑》的下一首單曲並非沒有理由——他切合你對粉狀手指所有的期望，也許它是專輯中一個更合適的『廣告』」。史普尼克音樂網貢獻者占士·畢曉普（James Bishop）形容《我不記得》沒有新意，但是，他同時也説這證明了粉狀手指「還沒有忘記如何寫一首好歌」。

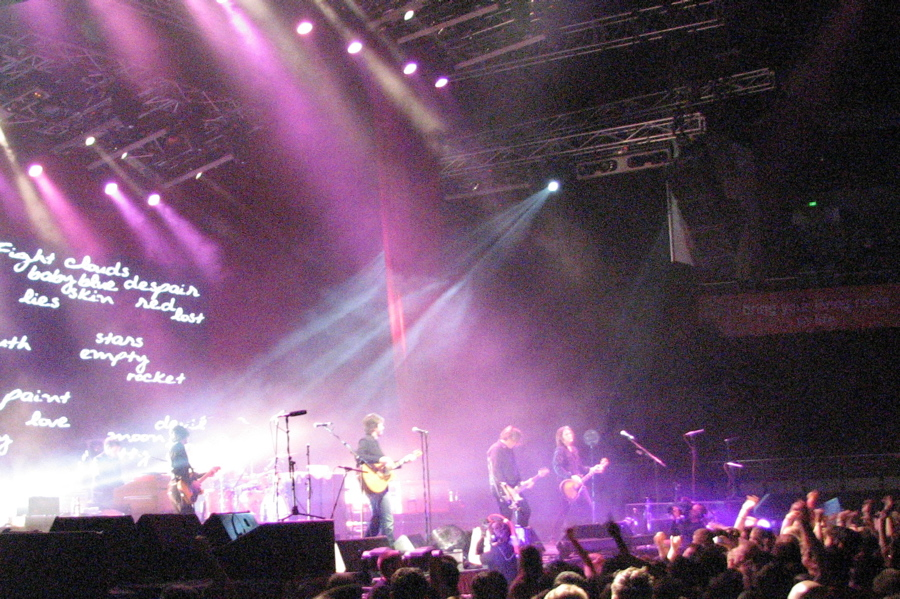
粉狀手指在穿越大分水嶺巡迴演出中演唱《我不記得》。

但是，Allmusic評論員克萊頓·波格（Clayton Bolger）卻給予正評，稱讚其為「體育館讚歌」並指其為專輯裏展示的「經典的粉狀手指的標誌」的樣板之一，這評論亦標籤此歌為「精選」。袋熊網（Web Wombat）對這專輯的評論中也給予了此歌正評，稱其為「經典的粉狀手指」。布里斯本城市搜尋的評論員安德魯·蒂奇斯（Andrew Tijs）指這歌為「一個順暢、有感情的、噪音搖滾的曲調、堅決的副歌和範寧那無與倫比的嗓音」。雖然如此，他在與該樂團其他歌曲比較時，給予的評價卻褒貶不一，指「不是像《你來的那天》般令人毛骨悚然的民謠，也沒有像《像隻狗》的咆哮，或者像《在我的心中》的酒吧搖滾的發抖。」《我不記得》在穿越大分水嶺巡迴演出中定期表演，總體上獲得正評。快點大聲點的評論員敢寳萊指「這些新歌都很有活力，《我不記得》比其同類型的歌（《迷失與奔跑》）更有能量」，接著他又整體地稱讚了整個專輯和表現。

### 排行榜歷史
《我不記得》以第43名進入澳洲單曲榜，於第二周下滑至第47名，並於第三周達到最高點的42名，其於其後三周都維持在四十多名，後跌出排行榜。此歌雖也在紐西蘭和美國以單曲發行，但並沒有上榜，儘管其在紐西蘭的電台有適量的播送時間。《我不記得》在2007年的Triple J100首大熱中排行第66。

## 歌曲列表
- CD單曲[2]

1. 《我不記得》 – 3:41
2. 《誰真的在意（英语：Who Really Cares (Featuring the Sound of Insanity)）》 – （布里斯本電力屋（英语：Brisbane Powerhouse）現場版）
3. 《我的景象（英语：My Kind of Scene）》 – （布里斯本電力屋（英语：Brisbane Powerhouse）現場版）

- iTunes數位下載[28]

1. 《我不記得》 – 3:41
2. 《黑色眼淚（英语：Black Tears）》 （現場） – （只限早期發佈）

## 工作人員
| - 伯納德·範寧——結他和演唱 - 約翰·科林斯——貝斯（低音結他） - 伊恩·豪格——結他 - 達倫·米德爾頓——結他 - 喬·科格希爾——鼓 | - 本蒙特·滕奇——鋼琴和電子琴 - 羅布·史拉夫——製作人 - 道格·保漢——工程師 |

## 發佈歷史
| 國家   | 發行日期      |
| ------ | ------------- |
|        | 2007年8月4日  |
| 美国   | 2007年8月13日 |
| 新西兰 | 2007年9月3日  |